# Nagayasu Honda
Nagayasu Honda (本田 長康, Honda Nagayasu) est un footballeur japonais.